# GRX (EP)
GRX es el primer EP de la cantante y bailarina española Lola Índigo. Fue lanzado al mercado el 15 de diciembre de 2023 a través de su sello discográfico Universal Music Spain. El EP contiene 7 temas y cuenta con la participación de DELLAFUENTE, Pepe Y Vizio, Maka, La Zowi, Saiko, La Plazuela y ella misma bajo su primer nombre artístico Mimi.

## Antecedentes
El 30 de julio de 2023, la artista cantó por primera vez en exclusiva una canción del que sería su primer EP, esta canción tuvo una pequeña publicidad en redes sociales con algunas ilustraciones y se descubrió en el concierto anteriormente nombrado que se trataba de una canción junto al dúo granadino Pepe Y Vizio, bajo el título De plastilina, más tarde la artista realizó otro adelanto en sus conciertos cantando una nueva canción a cappella titulada Mala suerte (título escogido por los fans) y fue esta la que se escogió como el primer single de GRX, el 19 de agosto anunciaría el primer snippet oficial de la canción mediante sus redes sociales descubriendo que se trataba de una colaboración junto al artista granadino DELLAFUENTE y sería lanzada oficialmente el 1 de septiembre. La artista publicó en sus redes sociales distintos vídeos sobre la composición y producción del álbum dejando caer que se trataba de un documental y el 20 de octubre lanzó oficialmente el segundo single del álbum De plastilina la canción que cantaba con anterioridad en otros conciertos, además el 20 y 21 de octubre la artista realizó dos conciertos especiales en Granada en el  Palacio de Deportes en los cuáles interpretó otras dos canciones exclusivas junto a La Zowi y Maka.
El EP se publicó el 15 de diciembre de 2023 junto al videoclip de El condenao con Maka y diversos visualizers con el resto de canciones que no se conocían, destacando sobre todo Yo tengo un novio junto a La Zowi, pero el lanzamiento no fue completo, pues la canción GRX5 junto a Saiko fue bloqueada preparada para ser lanzada un tiempo más tarde, finalmente se descubrió el título de la canción junto a Saiko Una bachata y la canción se lanzó el 2 de febrero posicionándose en puestos altos en las listas más importantes de España.

## Lista de canciones
Todas las canciones del álbum están escritas en mayúsculas originalmente.

| N.º   | Título                             | Escritor(es) | Productor(es)                            | Duración |  |
| 1.    | «Mala suerte» (con DELLAFUENTE)    | Miriam Doblas Muñoz · Manuel Lara · Aroa Lorente Rodríguez · Daniel Martínez de la Ossa Romero · Pablo Enoc Bayo                                                       | Manu Lara · Antonio Narváez · Tunvao     | 3:35     |  |
| 2.    | «De plastilina» (con Pepe Y Vizio) | Doblas · Estéfano Berciano Garduño · José Sanchez Vera · Vicente Pérez                                                                                                 | Tunvao                                   | 3:29     |  |
| 3.    | «El condenao» (con Maka)           | Doblas · Carlos Pérez – Simón Civantos · Estéfano Berciano Garduño · Francisco Javier Rodríguez Morales · GARABATTO · Manuel Ángel Mingarro Ocete “Lolo de la Encarna” | Tunvao · GARABATTO                       | 2:24     |  |
| 4.    | «Yo tengo un novio» (con La Zowi)  | Doblas · Aroa Lorente Rodríguez · Estéfano Berciano Garduño · GARABATTO · La Zowi                                                                                      | Tunvao · GARABATTO                       | 2:24     |  |
| 5.    | «Una bachata» (con Saiko)          | Doblas · Saiko | Pedro Calderon · ULI · GARABATTO · Neuro | 2:37     |  |
| 6.    | «La primavera» (con La Plazuela)   | Doblas · Luis Abril Martín · Manuel Hidalgo Sierra | Tunvao                                   | 2:55     |  |
| 7.    | «Si te vas» (con Mimi)             | Doblas · Andrés Torres · Mauricio Rengifo | Andrés Torres · Mauricio Rengifo         | 2:35     |  |
| 20:02 |                                    | |                                          |          |  |

## Posicionamiento en listas
| Lista (2023)        | Mejor Posición |
| ------------------- | -------------- |
| España (PROMUSICAE) | 2              |